# Caius Iunius Bubulcus Brutus (consul en -317)
Pour les articles homonymes, voir Iunius Brutus.
Caius Iunius Bubulcus Brutus (v. 340 / v. 290 av. J.-C.) est un homme politique de la République romaine
Consul en 317 av. J.-C., il négocia l'alliance de l'Apulie après la prise de Forentum. De nouveau consul en 313 et 311 av. J.-C., il affronta la grève des joueurs de flûte et alla ensuite s'emparer de Bovianum, capitale des Samnites. Le butin y fut impressionnant.
Dictateur en 312 av. J.-C., il arma Rome contre la menace des Étrusques. Maître de cavalerie en 310 et 309 av. J.-C., ses relations furent difficiles avec le dictateur Lucius Papirius Cursor. Il créa de nombreuses colonies romaines en Campanie.
Dictateur à nouveau en 302 av. J.-C., il écrasa facilement les Èques en sept jours de campagne. Après avoir chassé le Spartiate Cléonyme des côtes italiennes, il revint triompher à Rome.